# Humanistischer Pressedienst
Der Humanistische Pressedienst (hpd) bietet seit 2006 eine Website zu freigeistig-humanistischen Themen, die vom gleichnamigen gemeinnützigen Verein betrieben wird.

## Organisation

### Geschichte
Der hpd wurde 2006 auf Initiative der Giordano-Bruno-Stiftung (gbs) und des Humanistischen Verbandes Deutschlands (HVD) gegründet und startete im August 2006 mit einem Online-Angebot. Heute hat die hpd-Website nach eigenen Angaben mehr als 3,5 Millionen Seitenaufrufe im Jahr, was den Pressedienst zum reichweitenstärksten Organ der säkularen Szene im deutschsprachigen Raum macht.

### Trägerverein
Für die Finanzierung der redaktionellen Arbeit wurde 2006 der Trägerverein Humanistischer Pressedienst (hpd) e. V. mit Sitz in Berlin gegründet.
Präsident des Vereins ist Rainer Rosenzweig, Vizepräsidentin ist Natalie Grams, Schatzmeisterin ist Ricarda Hinz. Zu den Mitgliedern gehören der Zentralrat der Konfessionsfreien, Bund für Geistesfreiheit (bfg), Deutsche Gesellschaft für Humanes Sterben (DGHS), gbs, Humanistischer Verband Deutschlands – Landesverband Berlin-Brandenburg K.d.ö.R., Humanistischer Verband Österreich, Freidenkende Schweiz Jugendweihe Deutschland e. V. und der Internationale Bund der Konfessionslosen und Atheisten (IBKA).

### Redaktion
Herausgeber war bis zu seinem Tod 2020 Volker Panzer. Die Redaktion besteht aus Frank Nicolai (Chefredakteur), Daniela Wakonigg (stellv. Chefredakteurin), Inge Hüsgen, Gisa Bodenstein und Hella Camargo. Von der Gründung bis 2013 war Carsten Frerk Chefredakteur. 
Im Jahr 2020 erschienen 1.073 Artikel von 156 Autoren. Regelmäßig schreiben u. a. Hamed Abdel-Samad, Valentin Abgottspon, Mina Ahadi, Nico Alm, Dieter Birnbacher, Gerhard Czermak, Colin Goldner, Natalie Grams, Rolf Dietrich Herzberg, Philipp Möller, Ralf Nestmeyer, Michael Schmidt-Salomon, Armin Pfahl-Traughber, Klaus Ungerer, Rüdiger Vaas und Bernd Vowinkel.
Für den hpd zeichnen u. a. Michael Holtschulte, Ralf König, Dorthe Landschulz, Piero Masztalerz, Til Mette, Oliver Ottitsch, Martin Perscheid und Jacques Tilly.

## Inhaltliche Ausrichtung
Der hpd präsentiert nach eigenen Angaben „aufklärerische, humanistische und freigeistige Positionen zu aktuellen Ereignissen“. Der hpd bedient sich verschiedener journalistischen Formate, wie Nachricht, Kommentar, Rezension, Interview, Essay und Karikatur.

### Publikationen
- hpd Humanistischer Pressedienst (Website)
- Dubito-Magazin (für Zielgruppe von 15 bis 35 Jahren)[8]
- Karikaturen-Jahrbuch Spott sei Dank[9]

## Rezeption des hpd, Kritik am hpd und Medienkritik des hpd
Andreas Fincke schrieb kurz nach der Gründung des hpd im Materialdienst 4/2007 der Evangelischen Zentralstelle für Weltanschauungsfragen, dass der Name des hpd „heimliche Konkurrenz“ zu kirchlichen Angeboten ausdrücke, ferner: „Es ist davon auszugehen, dass der hpd bei Medienvertretern Anklang finden wird. Den Kirchenkritikern und Freigeistern ist damit ein weiterer Coup gelungen.“
2008 erhob der Berliner Anwalt und Initiator des Volksbegehrens Pro Reli, Christoph Lehmann (CDU), laut Tagesspiegel auf Grund des Artikels Die religiöse Dressur des Kindes den Vorwurf der „Religionsfeindlichkeit und Diffamierung Andersgläubiger“.
2015 kritisierte Ulrich Kutschera, dass die Veröffentlichung seines Kommentars zum Kreationismus und zur Gender-Theorie rückgängig gemacht wurde.